# Гіслен Клоке
Гісле́н Клоке́ (фр. Ghislain Cloquet, 18 квітня 1924 Антверпен — 2 листопада 1981, Монтенвіль, Івлін) — французький кінооператор бельгійського походження, лауреат премії «Оскар».
Народився 18 квітня 1924 року в місті Антверпен, Бельгія. Отримав французьке громадянство у 1940 році. Закінчив Національну вищу шуолу імені Луї Люм'єра (1945). Одружився з дочкою Жака Беккера. Працював з декількома найбільшими майстрами французького кіно — Аленом Рене, Клодом Соте, Луї Маль, Робером Брессоном, Луїсом Бунюелем та ін.
Замінив на зйомках фільму Романа Полянського «Тесс» (1979) померлого від інфаркту британського кінооператора Джеффрі Ансуорта і розділив з ним численні нагороди за цю видатну операторську роботу.